# قانون اساسی جمهوری اسلامی ایران
قانون اساسی جمهوری اسلامی ایران در ۲۴ آبان ۱۳۵۸ توسط مجلس خبرگان قانون اساسی ابتدا در ۱۷۵ اصل و سپس در ۱۷۷ اصل تألیف شد. در تاریخ ۱۱ و ۱۲ آذر ۱۳۵۸ در همه‌پرسی قانون اساسی با ۹۹/۵ درصد آرا تصویب شد. در سال ۱۳۶۸ پس از حکم روح‌الله خمینی به علی خامنه‌ای رئیس‌جمهور وقت، تغییراتی در آن داده شد. بازنگری قانون اساسی در تاریخ ۶ مرداد ۱۳۶۸، متعاقب همه‌پرسی بازنگری قانون اساسی به تصویب رسید. جمهوری اسلامی میزان آرا
را۹۷/۵درصد اعلام کرده است.

## تاریخچه
در زمستان ۱۳۵۷ و قبل از پیروزی انقلاب اسلامی، ایدهٔ تدوین قانون اساسی توسط روح‌الله خمینی و یارانش در پاریس مطرح شد. در همان‌جا پیش‌نویس اولیه قانون اساسی تهیه شد. بعدها پس از پیروزی انقلاب، این پیش‌نویس توسط افراد و گروه‌های مختلف مورد نقد و بررسی قرار گرفت. در ۱۵ بهمن ۵۷، روح‌الله خمینی از جمله وظایف دولت موقت مهدی بازرگان را تشکیل مجلس مؤسسان منتخب مردم برای نگارش قانون اساسی اعلام کرد. پس از شروع کار دولت بازرگان، شورای عالی طرح‌های انقلاب با تصویب هیئت دولت در ۸ فروردین ۵۸ تأسیس و از وظایف این شورا، تهیه طرح قانون اساسی بر مبنای ضوابط اسلامی و اصول آزادی عنوان شد. در ۱۲ مرداد ۱۳۵۸ انتخابات مجلس خبرگان قانون اساسی برگزار و اعضای منتخب از ۲۸ مرداد شروع به تدوین قانون اساسی کردند. در ۲۴ آبان ۵۸ کار تدوین به پایان رسید و دو روز بعد (۲۶ آبان ۵۸) در روزنامه کیهان به چاپ رسید. همه‌پرسی قانون اساسی در ۱۱ و ۱۲ آذر ۱۳۵۸ با رأی نزدیک به ۹۹/۵ درصد ملت به تصویب نهایی رسید.

### مصاحبه لوموند با خمینی در نجف
در اوایل اردیبهشت ۱۳۵۷ صادق قطب‌زاده اریک رولو خبرنگار لوموند را به نجف می‌برد و مصاحبه‌ای ترتیب می‌دهد. این مصاحبه در ۱۶ اردیبهشت در لوموند چاپ می‌شود. بخشی از مصاحبه راجع به حکومت و قانون است:
مقصودتان از حکومت اسلامی چیست؟ آنچه از این تعبیر، خودبخود، به ذهن می‌آید امپراتوری عثمانی یا عربستان سعودی است.‏
‏تنها مرجع استناد برای ما، زمان پیغمبر و زمان امام علی است. ‏
‏آیا به نظر شما بازگشت به قانون اساسی ۱۹۰۶ یک راه حل معتبر است؟‏
‏قوانین اساسی و متمم آن به شرط آن که مورد اصلاح قرار گیرد، می‌تواند مبنای دولت و حکومتی باشد که ما توصیه می‌کنیم؛ این حکومت در خدمت آرمان اسلامی قرار می‌گیرد. ‏
‏آیا این قانون اساسی، رژیم سلطنتی را حفظ خواهد کرد یا حکومت جمهوری مد نظر دارید؟‏
‏رژیمی که ما برقرار خواهیم کرد به هیچ وجه رژیم سلطنتی نخواهد بود. این مطلب خارج از موضوع است و مطرح نیست. ‏

### بحث در مورد قانون در نوفل‌لوشاتو
حسن نزیه عضو نهضت آزادی در ۱۵ دی ماه ۱۳۵۷ با روح‌الله خمینی دیدار کرد و نظریات خود را پیرامون شورای سلطنت و نحوه انتقال قدرت و قانون برای وی بیان نمود.
وی در مورد وجود قصاص در قانون آینده با خمینی بحث کرد:
نزیه: «آقا، امروز همه‌جا از ما سؤال می‌کنند شما دست دزد را خواهید برید؟»
خمینی: «شرایط مجازات در این قبیل موارد به قدری شدید است که اصلاً شاید دستی بریده نشود، ولی ایجاد ترسش برای خدمت به مردم است.»
نزیه: «ولی اگر در آمریکا یا اروپا یا هر جای دنیا مقرراتی باشد که جایگزین آثار و نتایجی باشد که آقا انتظار دارید، باز هم دست می‌برید؟»
خمینی: «هرگز. شما بگردید، پیدا کنیم مقررات مناسب‌تر را. اجرا می‌کنیم…»
در اوایل خرداد ۱۳۵۸ بحث بر سر چگونگی قانون اساسی بالا گرفت:
حسن نزیه در ۶ خرداد ۵۸ در کانون وکلا گفت:
«.... اگر ما فکر کنیم تمام مسائل سیاسی و اقتصادی و قضایی را می‌توانیم در قالب اسلامی بسازیم، آیات عظام هم می‌دانند این امر در شرایط حاضر نه مقدور است، نه ممکن و نه مفید. ما مسئله حقوق کیفر اسلامی را در پاریس [با خمینی] مطرح کردیم…»
در واکنش سید محمد بهشتی در ۷ خرداد گفت: «... باید این‌ها محاکمه شوند تا معلوم شود با چه انگیزه‌ای می‌گویند اسلام نمی‌تواند راه حل باشد» «شما خیال می‌کردید با یک کنگره چند صد نفری با نام دهان پرکن حقوقدان‌ها و وکلای دادگستری می‌توانید جامعه انقلابی ما را مرعوب کنید؟...»

#### گزارش ساواک در مورد حضور نزیه در نوفل‌لوشاتو
حسن نزیه رئیس کانون وکلای دادگستری که به‌منظور ملاقات با خمینی به پاریس رفته و در حال حاضر در فرانسه به‌سر می‌برد، بعدازظهر روز ۶/۱۱/۵۷، در مصاحبه‌ای با چند تن از خبرنگاران فرانسوی در پاریس اظهار داشته: حکومت اسلامی آن نیست که شما می‌نویسید و طرفداران آیت‌الله خمینی تعبیر می‌کنند. حکومت اسلامی همان حقوق بشر است و اضافه کرده او (نزیه) ابتدا می‌خواست دکتر شاپور بختیار را به پاریس بکشاند و همان رفتاری را که با سید جلال‌الدین تهرانی کرد با او بکند و افزوده چند نفر از فرماندهان ارتش هنوز خیال می‌کنند که شاهنشاه به ایران مراجعت خواهند کرد، در صورتی‌که اگر معظم‌له بایران بازگردند هم برای این فرماندهان ارتشی مخاطره‌آمیز است و هم برای شاهنشاه.

### نظرات افراد
رحمت‌الله مقدم مراغه‌ای در سخنان خود در ۱۷ خرداد ۱۳۵۸ در دبیرستان خوارزمی گفت: ما باید قانون اساسی داشته باشیم ولی این دلیل نمی‌شود عجله کنیم و حقوق مردم را نادیده بگیریم. مردم می‌خواهند در مورد قانون اساسی بحث کنند.
حسن نزیه در ۱۱ خرداد ۱۳۵۸ گفت: متن قانون اساسی باید در اختیار کانون وکلای دادگستری قرار بگیرد و سپس در یک کنگره بزرگ مورد بحث واقع شود و حداقل دوماه قبل از رای‌گیری در دسترس مردم قرار بگیرد. نزیه در ۶ خرداد در کنگره کانون وکلا گفته بود: اگر ما فکر کنیم تمام مسائل سیاسی و اقتصادی و قضایی را می‌توانیم در قالب اسلامی بسازیم، آیات عظام هم می‌دانند این امر در شرایط حاضر نه مقدور است، نه ممکن و نه مفید. ما مسئله حقوق کیفر اسلامی را در پاریس [با خمینی] مطرح کردیم…»
حسن صدر در ۱۱ خرداد ۱۳۵۸ نوشت: .... چرا نویسندگان آن (قانون اساسی) مثل شورای انقلاب و دادگاه‌ها از ما رخ پوشیده‌اند؟.. آیا مصالح امنیتی در کار است؟ .. چرا از آنها که صلاحیت حرفه‌ای دارند نخواستند در نوشتن آن شرکت کنند و .. چرا مردم ندانند؟ چگونه چنین امر بسیار مهم تخصصی را می‌خواهید از عامه به‌صورت آری یا نه نظر بخواهید؟

## ساختار قانون اساسی جمهوری اسلامی ایران
- مقدمه
- فصل اول: اصول کلی
- فصل دوم: زبان، خط، تاریخ و پرچم رسمی کشور
- فصل سوم: حقوق ملت
- فصل چهارم: اقتصاد و امور مالی
- فصل پنجم: حق حاکمیت ملت و قوای ناشی از آن
- فصل ششم: قوه مقننه
- فصل هفتم: شوراها
- فصل هشتم: رهبر یا شورای رهبری
- فصل نهم: قوه مجریه
- فصل دهم: سیاست خارجی
- فصل یازدهم: قوه قضائیه
- فصل دوازدهم: صدا و سیما
- فصل سیزدهم: شورای عالی امنیت ملی
- فصل چهاردهم: بازنگری در قانون اساسی[۲۰]

## ارکان نظام سیاسی جمهوری اسلامی ایران

### حاکمیت ملی
محتوای فصل سوم تا پنجم
یک-ملت -حقوق ملت (اصول۸تا۴۸-۵۱-۱۶۵-۱۶۹-۱۷۱)
دو-جمهوری اسلامی ایران
الف-مبانی اعتقادی (اصل۲)- ب-اهداف(۲-۳-۱۵۲-۱۵۴)
ج-مشخصات(۴تا۷-۱۲-۱۵تا۱۸-۴۴-۵۷-۵۹-۱۰۸-۱۷۷)
د-وظایف و صلاحیتها(۳-۸-۹-۱۴-۱۹-۲۹-۳۱-۴۳-۴۵-۴۹-۵۰-۱۵۲-۱۵۴)
سه-نهادها
اول-خداوند (بند۱و۳و۴اصل۲–۵۶)
دوم-پیامبر (بند۲اصل۲-۱۲-۱۷)
سوم-امام (بند۵و۶اصل۲-۵-۱۲)
چهارم-خبرگان رهبری -الف-اعضا(۱۰۸)-ب-صلاحیت(۱۰۷–۱۰۸-بند۴اصل

#### رهبر
محتوای فصل هشتم
پنجم-رهبر یا شورای موقت رهبری
یک-رهبر الف-شرایط(۵-۱۰۷-۱۰۹)
ب-صلاحیت و اختیارات(۵-۵۷-۶۰-۱۰۷-۱۰۸-۱۱۰-۱۱۲-۱۳۰-۱۳۱-۱۷۶-۱۷۷)
دو-شورای موقت رهبری-(اعضا و صلاحیت ۱۱۱)
نهادهای زیر مجموعه رهبری
۱-مجمع تشخیص مصلحت نظام الف-اعضا(۱۱۲)-ب-صلاحیت(۱۱۰-۱۱۱-۱۱۲-۱۷۷)
۲-شورای عالی امنیت ملی-الف-اعضا(۱۷۶)-ب-صلاحیت(۱۷۶)
۳-نیروهای مسلح-الف- ارتش(۱۴۳تا۱۴۹)- ب-سپاه پاسداران(۱۵۰–۱۵۱)
۴-سازمان صداوسیما(۱۱۰–۱۷۵) ۵ -شورای بازنگری درقانون اساسی (۱۷۷)
۶-قوای سه‌گانه

#### قوای سه‌گانه

##### قوه مقننه
محتوای فصل ششم
۱-مجلس شورای اسلامی
الف-اعضا و مدت و حدنصاب(۶۳-۶۴-۶۵-۶۸–۶۹-۷۸-۸۸-۸۹)
ب-صلاحیت (۷-۸-۱۵-۲۱-۲۴-۲۹-۳۲-۳۳-۳۶-۴۴تا۴۹–۵۱تا۵۵–۶۲تا۶۵-۶۸-۷۱تا۸۰-۸۲-۸۳-۸۵-۸۷-۸۹-۹۰تا۹۳–۱۰۰تا۱۰۶-۱۱۶-۱۳۳-۱۳۹-۱۴۰-۱۴۳-۱۴۹تا۱۵۱-۱۵۹-۱۶۲-۱۶۳-۱۶۸-۱۷۲تا۱۷۷)
ج-رئیس مجلس(۸۵-۹۴-۱۳۸-۱۷۶-۱۷۷)
د-نمایندگان(۶۷-۶۹-۷۰-۷۴-۷۵-۸۴-۸۵-۸۶-۸۸-۸۹-)
ه-هیئت رئیسه(۶۶)-و-کمیسیونها(۶۶)-ز-دیوان محاسبات عمومی(۵۴–۵۵)
۲-شورای نگهبان
الف-اعضا(۹۱–۹۲) ب-صلاحیت(۴-۶۹-۶۸-۷۲-۸۵-۹۴تا۹۹-۱۰۸-۱۱۰-۱۲۱-۱۷۷)
۳-شوراهای اسلامی-الف-اعضا(۷)-ب-صلاحیت(۱۰۰)- ج-انواع ان(۷-۱۰۱-۱۰۲-۱۰۴)اصول مندرج درفصل ششم

##### قوه مجریه
محتوای فصل نهم
۱-رئیس‌جمهور یا شورای موقت ریاست جمهوری
یک-رئیس‌جمهور
الف- شرایط (۱۱۴تا۱۲۰)
ب- صلاحیت-(اصول ۶۸-۶۹-۷۰-۸۷-۸۸-۱۱۱-۱۱۳-۱۲۱-۱۲۲-۱۲۳-۱۲۴-۱۲۵-۱۲۶-۱۲۷-۱۲۸-۱۲۹-۱۳۳تا۱۳۸–۱۷۵تا۱۷۷)
دو- شورای موقت ریاست جمهوری(۱۳۱)
۲- معاون اول (۷۰-۱۲۴-۱۳۱)
۳- معاونان (۷۰–۱۷۶)
۴- هیئت وزیران (۵۲-۷۴-۷۹-۸۲-۱۲۷-۱۲۸-۱۳۸-۱۳۹-۱۷۷)
۵- وزیران (۶۹-۷۰-۸۸-۸۹-۱۲۸-۱۳۷-۱۳۸-۱۷۶)
۶- وزیرخارجه (۱۲۸و۱۷۶)
۷ -وزیر اطلاعات (۱۷۶)
۸- وزیر دادگستری (۱۶۰)

##### قوه قضائیه
محتوای فصل یازدهم
۱- رئیس قوه قضائیه
الف- نحوه انتخاب (۱۱۰–۱۵۷)
ب- صلاحیت (۹۱-۱۱۰-۱۱۱-۱۲۱-۱۴۲-۱۵۸-۱۶۰-۱۶۲-۱۷۵ تا ۱۷۷)
۲-دیوان عالی کشور (۱۶۱ و ۱۶۲ و بند ۱۰ اصل ۱۱۰)
۳- دادستان کل کشور (۱۶۲)
۴- دیوان عدالت اداری (۱۰۵ و ۱۷۰ و ۱۷۳)
۵- سازمان بازرسی کل کشور(۱۷۴)
۶- دادگاه‌ها (بند ۳ اصل ۲۱ و ۴۹ و ۷۳ و ۱۰۶ و ۱۴۰ و ۱۵۹ و ۱۶۸ و ۱۷۲)

### شوراها
بر پایه اصل هفتم قانون اساسی جمهوری اسلامی ایران، شوراها از ارکان تصمیم‌گیری و اداره امور کشورند. شوراها یکی از ارکان نظام سیاسی جمهوری اسلامی می‌باشند و فصل هفتم قانون اساسی همراه با ۷ اصل به تفصیل بحث شوراها اختصاص دارد. این شوراها شامل شوراهای محلی و صنفی و شورای عالی استان‌ها می‌باشد. شوراهای محلی در سطوح مختلفی چون روستا، بخش، شهر، شهرستان و استان تعریف شده است. پیشبرد برنامه‌های اجتماعی، اقتصادی و رفاهی با ابتنای بر همکاری مردم و توجه به مقتضیات محلی، به عنوان فلسفه طرح موضوع شوراهای محلی در قانون اساسی مطرح شده است. تصمیمات شوراها در چارچوب اختیارات آنها برای مقامات محلی الزام‌آور می‌باشد. علاوه بر این، شورای عالی استان‌ها مرکب از نمایندگان شوراهای استان‌ها به عنوان نهاد ملی مستقل تعریف شده است که جلب همکاری و مشورت در تصمیمات دولتی و نظارت بر آن‌ها را عهده‌دار است و همچنین می‌تواند طرح‌های مدنظر خود را برای تصویب به مجلس بفرستد. با وجود تاکیدات قانون اساسی بر شوراهای محلی، تا سال ۱۳۷۷ تشکیل این نهادها تحقق نیافت. البته اولین شوراها با تلاش طالقانی در اوایل انقلاب شکل گرفتند اما عمر و گستره این شوراها بسیار محدود بودند و بسیار زود برچیده شدند. با این وجود شوراهای محلی محدود به شوراهای شهر و روستا باقی ماند و خبری از شورای استان‌ها و شورای عالی استان‌ها نشد. شوراهای شهر و روستا نیز جایگاه یک نهاد محلی مستقل و موازی نهادهای محلی دولتی را پیدا نکرده و با اختیاراتی محدود تعریف شدند. شوراهای صنفی نیز در قانون اساسی با هدف «تأمین قسط اسلامی و همکاری در تهیه برنامه‌ها و ایجاد هماهنگی در پیشرفت امور» در واحدهای مرتبط تعریف شده و متشکل از نمایندگان اعضای این واحدها (چون واحدهای تولیدی، صنعتی، کشاورزی، آموزشی، اداری، خدماتی) می‌باشد.

## حقوق انسانی و اقسام آن درقانون اساسی
«حقوق و آزادی‌ها در جمهوری اسلامی مشروط است». عبدالکریم لاهیجی جزو نویسنده‌های قانون اساسی ج. ا

### حقوق فردی[۲۷]
- برخورداری از حمایت یکسان قانونی (اصل ۲۰)
- مصونیت حیثیت، جان، مال، حقوق، مسکن و شغل اشخاص از تعرض (اصل ۲۲)
- آزادی اندیشه و ممنوعیت تفتیش عقاید (اصل ۲۳)
- ممنوعیت بازرسی و نرساندن نامه‌ها، ضبط و فاش کردن مکالمات تلفنی، افشای مخابرات تلگرافی و تلکس، سانسور، عدم مخابره و نرساندن آنها، * استراق سمع و هر گونه تجسس (اصل ۲۵)
- آزادی انتخاب شغل و داشتن حق شغل (اصل ۲۸)
- برخورداری از تأمین اجتماعی از نظر بازنشستگی، بیکاری، پیری، ازکارافتادگی، بی‌سرپرستی، در راه ماندگی، حوادث و سوانح، نیاز به خدمات بهداشتی و درمانی و مراقبت‌های پزشکی به صورت بیمه و غیره (اصل ۲۹)
- آموزش و پرورش رایگان برای همه ملت تا پایان دوره متوسطه و تأمین وسایل تحصیلات عالی را تا سر حد خودکفایی کشور (اصل ۳۰)
- حق داشتن مسکن متناسب با نیاز (اصل ۳۱)
- حق انتخاب مسکن و محل اقامت (اصل ۳۳)
- حق دادخواهی و مراجعه به دادگاه (اصل ۳۴)
- حق انتخاب وکیل (اصل ۳۵)
- حق استفاده از اصل برائت (اصل ۳۷)
- ممنوعیت شکنجه و اجبار به اقرار و شهادت در دادگاه (اصل ۳۸)
- ممنوعیت هتک حرمت فرد بازداشتی و زندانی (اصل ۳۹)
- حق داشتن تابعیت (اصل ۴۱)
- حق برخورداری از نیازهای اساسی: مسکن، خوراک، پوشاک، بهداشت، درمان، آموزش و پرورش و امکانات لازم برای تشکیل خانواده (اصل ۴۳)
- حق مالکیت شخصی بر اموال مشروع (اصل ۴۶)
- حق برخورداری از محاکمه علنی (اصل ۱۶۵)
- حق برخورداری زندانی سیاسی از محاکمه علنی با حضور هیئت منصفه (اصل۱۶۸)
- حق برخورداری از دریافت خسارت درموارد اشتباه قاضی یا هر نهاد دولتی (اصل ۱۷۱)

### حقوق زنان
- تضمین حقوق زنان:

1. ایجاد زمینه‌های مساعد برای رشد شخصیت زن و احیاء حقوق مادی و معنوی او.
2. حمایت مادران، بالخصوص در دوران بارداری و حضانت فرزند، و حمایت از کودکان بی سرپرست.
3. ایجاد دادگاه صالح برای حفظ کیان و بقای خانواده.
4. ایجاد بیمه خاص بیوگان و زنان سالخورده و بی سرپرست.
5. اعطای قیمومت فرزندان به مادران شایسته در جهت غبطه آن‌ها در صورت نبودن ولی شرعی. (اصل ۲۱)

### مطبوعات و رسانه
- آزادی بیان در نشریات و مطبوعات (اصل ۲۴)
- برخورداری محاکمه علنی با حضور هیئت منصفه (اصل۱۶۸)

### احزاب و جمعیت‌ها
- آزادی احزاب، جمعیت‌ها، انجمن‌های سیاسی و صنفی و انجمن‌های اسلامی یا اقلیت‌های دینی شناخته شده (اصل ۲۶)
- آزادی تشکیل اجتماعات و راهپیمایی‌ها (اصل ۲۷)

### اقوام و قبایل
- برخورداری اقوام و قبایل از حقوق مساوی (اصل ۱۹)